# Терешки (Владимирская область)
Терешки — деревня в Юрьев-Польском районе Владимирской области России, входит в состав Красносельского сельского поселения.

## География
Деревня расположена в 28 км на юго-восток от райцентра города Юрьев-Польский.

## История
В XIX — начале XX века деревня входила в состав Семьинской волости Юрьевского уезда, с 1925 года — в составе Калининской волости Юрьев-Польского уезда Иваново-Вознесенской губернии. В 1859 году в деревне числилось 10 дворов, в 1905 году — 40 дворов.
С 1929 года деревня являлась центром Терешковского сельсовета Юрьев-Польского района, с 1935 года — в составе Калининского сельсовета Небыловского района, с 1963 года — в составе Юрьев-Польского района, с 1977 года — в составе Авдотьинского сельсовета, с 2005 года — в составе Красносельского сельского поселения.

## Население
| 1859 | 1905 | 2002 | 2010 | 2021 |
| ---- | ---- | ---- | ---- | ---- |
| 118  | ↗226 | ↘17  | ↘7   | ↘2   |